# レスリー・ニューマン
レスリー・ニューマン（Leslie Newman）は、アメリカ合衆国の脚本家。ミシガン大学卒。
夫デイヴィッド・ニューマン（2003年没）と共に書いたスーパーマン3部作が代表作である。2人の間には子供が2人いる。1974年、小説Gathering Forceを出版。

## 共同脚本作
- スーパーマン Superman (1978)
- スーパーマンII Superman II (1980)
- スーパーマンIII Superman III (1983)
- サンタクロース Santa Claus: The Movie (1985)
- ザ・ハッカー Takedown (2000)